# Vasilevo
Vasilevo (in macedone Василево?) è un comune rurale della Macedonia del Nord di 12 122 abitanti (dato 2002). La sede comunale è nella località omonima.

## Geografia antropica
Il comune è formato dall'insieme delle seguenti località: 
- Angelci
- Čanaklija
- Dobrošinci
- Dukatino
- Edrenikovo
- Gradošorci
- Kuškulija
- Nivičino
- Nova Maala
- Piperevo
- Radičevo
- Sedlarci
- Suševo
- Trebičino
- Varvarica
- Vasilevo (sede comunale)
- Visoka Maala
- Vladevci

## Società

### Evoluzione demografica
In base al censimento del 2002 la popolazione è così suddivisa dal punto di vista etnico:
- Macedoni: 9 958
- Turchi: 2 095